# تومي ويدرينغتون
توماس ويدرينغتون (ولد في 1 أكتوبر 1971) هو لاعب كرة قدم إنجليزي سابق ومدير فني حالي لنادي ألدرشوت تاون.
لعب كلاعب وسط، وشارك في 372 مباراة في الدوري الإنجليزي الممتاز خلال 15 سنة قبل أن يقضي خمس سنوات في كرة القدم غير الاحترافية. بدأ مسيرته مع نادي ساوثهامبتون عام 1990، حيث قضى أول ست سنوات من مسيرته، معظمها في الدوري الممتاز. في 1996، انتقل إلى غريمزبي تاون، وساعد الفريق على الفوز بكأس دوري كرة القدم والترقية من الدرجة الثانية عام 1998. في العام التالي، انضم إلى بورت فايل لمدة عامين. حصل على لقب أفضل لاعب في النادي عام 2000، وقاد الفريق للفوز بكأس دوري كرة القدم عام 2001. في وقت لاحق من نفس العام، انتقل إلى هارتلبول يونايتد، وساعد النادي على الصعود من الدرجة الرابعة موسم 2002–03، ثم انتقل إلى ماكنسفيلد تاون. في 2005، انتهت مسيرته في الدوري مع بورت فايل، ومن ثم أمضى خمس سنوات في نادي سالس بوري سيتي في الدوري غير الاحترافي. فاز بالترقية أربع مرات مع ثلاثة أندية، ورفع كأس دوري كرة القدم مرتين كلاعب.
كان لاعبًا ومدربًا في نادي سالس بوري سيتي لموسم 2009–10، ثم عاد إلى دوري كرة القدم كمساعد مدرب في نادي ساوثند يونايتد قبل أن يغادر في ديسمبر 2010. عُين مديرًا فنيًا في نادي هيميل هيمبستيد تاون في أكتوبر 2011، ثم تولى تدريب إيستبورن بوروه في فبراير 2012. غادر إيستبورن في أبريل 2017، وعمل كرئيس قسم التعاقدات في ناديي كوفنتري سيتي وبريستول روفرز، قبل أن يصبح مديرًا مؤقتًا في الأخير في نوفمبر 2020. عاد للإدارة الكاملة في نادي كينغز لين تاون ديسمبر 2021، وتولى قيادة نادي ألدرشوت تاون في أبريل 2023. قاد النادي للفوز بلقب كأس الاتحاد الإنجليزي للمحترفين عام 2025.

## مسيرة اللعب

### ساوثهامبتون
وُلد في نيوكاسل أبون تاين، بدأ ويدرينغتون مسيرته كمتدرب في أكاديمية نادي ساوثهامبتون وهو في الخامسة عشرة من عمره، بعدما شاهده الكشاف الذي جلب آلان شيرر للنادي، جاك هيكسون. كان المدير لوري مكنيمي يدير مركزًا للتفوق في ملعب جيتس هيد الدولي، رغم البُعد الجغرافي بين ساوثهامبتون وشمال شرق إنجلترا. وقع عقدًا احترافيًا مع النادي في مايو 1990. قضى فترة إعارة قصيرة مع نادي ويجان أثليتيك في بداية موسم 1991–92. قدم له المدير إيان بران فوت أول مباراة رسمية مع الفريق الأول ضد إيفرتون في 1 مارس 1992، لكنه بدأ اللعب بانتظام تحت قيادة خليفته آلان بول.
كان لاعب وسط قوي وجاد، واستطاع الحفاظ على مكانه رغم التغييرات المتكررة في الجهاز الفني، ليخوض مسيرة محترمة في الدوري الممتاز مع ساوثهامبتون استمرت أربع سنوات. أصبح لاعبًا أساسياً في موسم 1994–95 حيث شارك في 28 مباراة دون تسجيل أهداف، وحصل الفريق على المركز العاشر. وفي موسم 1995–96، شارك في 21 مباراة وسجل هدفين، وساعد الفريق على تجنب الهبوط بصعوبة، وبلغ ربع نهائي كأس الاتحاد.
لم يكن بعيدًا عن بلوغ 100 مباراة مع النادي حين قدم فريق غريمزبي تاون عرضًا قياسيًا للنادي بقيمة 300,000 جنيه إسترليني في يوليو 1996، بعد أن أصبح غرايم سونيس المدير الجديد لساوثهامبتون. قرر ويدرينغتون قبول العرض وانضم إلى غريمزبي، رافضًا عروضًا من تشارلتون أثلتيك وسويندون تاون، بعدما اقتنع بكلمات المدير براين لوز.

### غريمزبي تاون
كان غريمزبي يعاني في دوري الدرجة الأولى، وواجه ويدرينغتون توترات في غرفة الملابس، حيث غادر لوز النادي بسرعة. نشب خلاف بين ويدرينغتون والمدير الجديد آلان باكلي، رغم أنه استمتع بفترة وجوده في النادي. هبط الفريق في نهاية موسم 1996–97، لكن ويدرينغتون سجل هدفًا مميزًا في مرمى ساوثيند يونايتد في آخر يوم من الموسم. عاد الفريق مباشرة إلى الدرجة الأولى في موسم 1997–98 بعد الفوز في المباراة الفاصلة على نورثامبتون تاون بنتيجة 1–0. لكنه غاب عن نهائي كأس دوري كرة القدم بسبب الإصابة، حيث فاز الفريق على نادي بورنموث في النهائي على ملعب ويمبلي. لعب آخر مباراة له مع الفريق في أواخر موسم 1998–99 حين أُعير إلى بورت فايل لمدة ثلاثة أشهر.

### بورت فايل
وقع ويدرينغتون على عقد حر مع بورت فايل في نهاية موسم 1998–99. طُرد في مباراة ضد بيري في اليوم الأخير من الموسم، وعاد للمشاركة كقائد للفريق في موسم 1999–2000، لكنه طُرد في الدقيقة الأولى من مباراة أمام برمنغهام سيتي بعد تدخل خطير على بول فورلونج. اختاره المشجعون كأفضل لاعب في موسم 1999–2000، رغم هبوط الفريق إلى دوري الدرجة الثانية.
عينه المدير براين هورتون قائدًا للفريق في موسم 2000–01. شارك في جميع مباريات الفريق في مسابقة كأس الدوري، لكنه لم يلعب في المباراة النهائية. خاض أكثر من 80 مباراة مع الفريق قبل أن يترك النادي في نهاية الموسم.

### المسيرة اللاحقة
ارتبط ويدرينغتون بالانتقال إلى كولشستر يونايتد، لكنه انتقل شمالًا للانضمام إلى هارتلبول يونايتد. شارك بانتظام مع النادي، وحقق الصعود إلى دوري الدرجة الثانية في موسم 2002–03، قبل أن يغادر النادي بعد نهاية الموسم.
في يوليو 2003، كان هدفًا لنادي أوكسفورد يونايتد، لكنه انضم بدلاً من ذلك إلى ماكنسفيلد تاون تحت قيادة المدرب السابق براين هورتون. استقر سريعًا وأصبح لاعبًا لا غنى عنه في الفريق، وعُين قائدًا للفريق في موسم 2004–05. في يناير 2005، وضعه هورتون على قائمة الانتقالات، فقرر إنهاء مسيرته مع ماكنسفيلد وانضم مرة أخرى إلى بورت فايل على أساس عقد غير رسمي.

### أسلوب اللعب
كان ويدرينغتون لاعب وسط، لكنه كان قادرًا أيضًا على اللعب كظهير. كان قويًا وجديًا في الملعب.

## الحياة الشخصية
احتفل ويدرينغتون بهدفه مع بورت فايل ضد برينتفورد في 24 أكتوبر 2000 بخمسة زجاجات من بادوايزر، ثم اصطدم بسيارته من نوع بي إم دبليو في إشارة مرور في هانلي، ستافوردشاير في صباح اليوم التالي. وُجهت إليه تهمة رفض إجراء اختبار الكحول للشرطة، واعترف بالذنب. حُرم من القيادة لمدة 12 شهرًا، وغُرم مبلغ 500 جنيه إسترليني.
تزوج ويدرينغتون من كانديس (اسمها قبل الزواج أركون)، التي التقى بها في فترة المراهقة; ولهما ولدان وبنت. الابن الأكبر كاي ويدرينغتون هو راقص محترف وشارك في برنامج Strictly Come Dancing. أما الابن الأصغر ثيو ويدرينغتون فأصبح محترفًا في نادي بورتسموث في أبريل 2017.
في 27 نوفمبر 2024، نُقل ويدرينغتون إلى المستشفى بعد تعرضه لوعكة صحية، وأظهرت الفحوصات إصابته بسكتتين دماغيتين.

## الألقاب

### كلاعب
غريمزبي تاون
- تصفيات الدرجة الثانية في دوري كرة القدم: 1998
- كأس دوري كرة القدم: 1997–98

بورت فايل
- كأس دوري كرة القدم: 2000–01[12]

هارتلبول يونايتد
- الصعود بالمركز الثاني في الدوري الإنجليزي الدرجة الثالثة: 2002–03[15]

سالزبري سيتي
- تصفيات الرابطة الوطنية الجنوبية: 2007
- الدرجة الممتازة في الدوري الجنوبي لكرة القدم: 2005–06

فردي
- لاعب بورت فايل للموسم: 1999–2000

### كمدير
إيستبورن بورو
- كأس ساسكس للسينيور تشالنج: 2016[5]

ألديرشوت تاون
- كأس الاتحاد الإنجليزي: 2024–25

فردي
- مدير الشهر في دوري المؤتمر الوطني / الدوري الوطني: أبريل 2010، نوفمبر 2023[16]
- مدير الشهر في دوري المؤتمر الجنوبي: أغسطس 2013، أغسطس 2014
- الرابطة الوطنية الشمالية مدير الشهر: أغسطس 2022